# Stockach

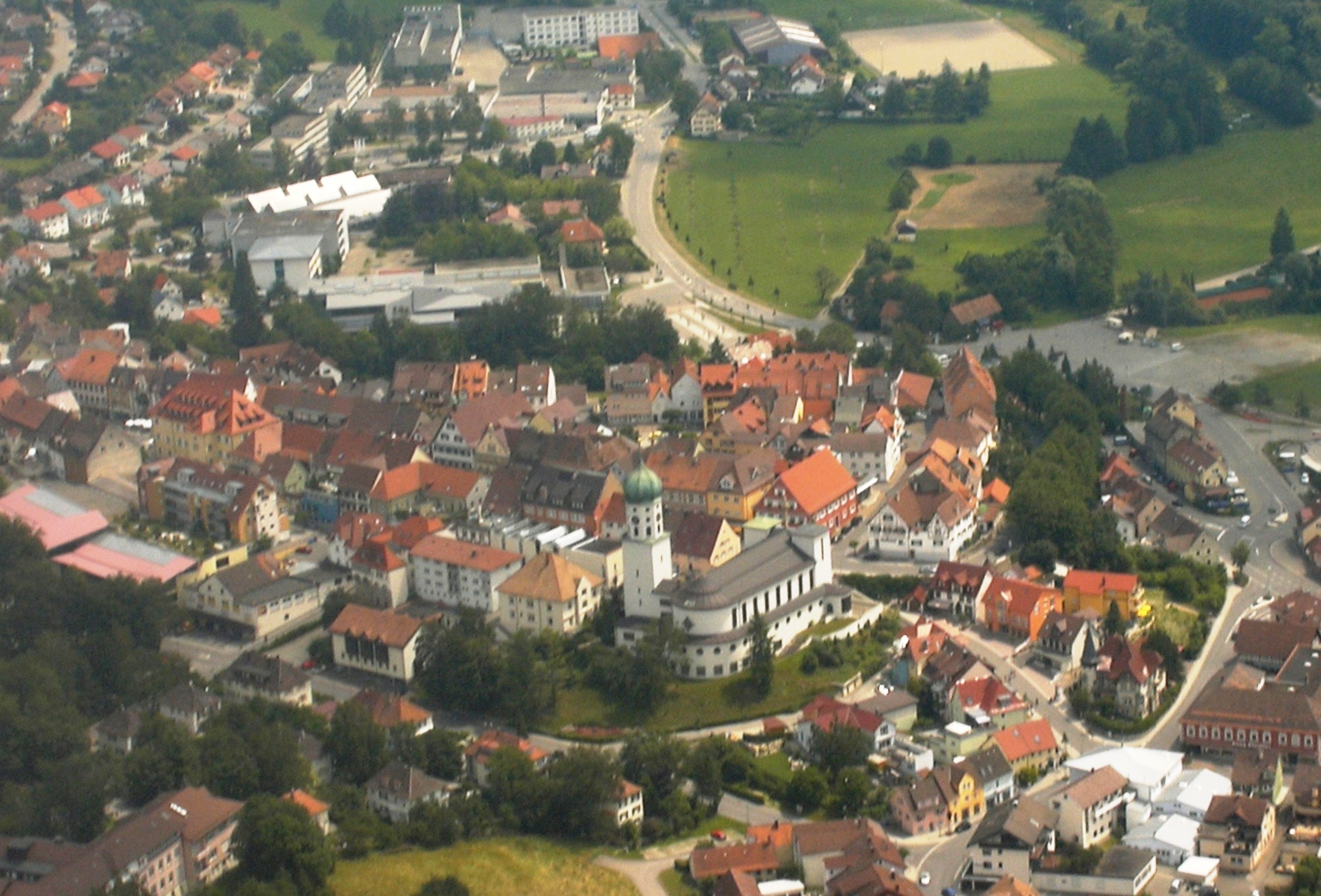
Stockach, 2006.

Stockach är en stad i Landkreis Konstanz i regionen Schwarzwald-Baar-Heuberg i Regierungsbezirk Freiburg i förbundslandet Baden-Württemberg i Tyskland.
Staden ingår i kommunalförbundet Stockach tillsammans med kommunerna Bodman-Ludwigshafen, Eigeltingen, Hohenfels, Mühlingen och Orsingen-Nenzingen.